# 泉有乃
泉 有乃（いずみ ゆの、2010年〈平成22年〉7月12日 - ）は、日本の女優。
東京都出身。トップコート所属。ニコラモデル。

## 経歴
2021年12月22日、エイベックスが主催する中学生までを対象とした総合エンタメコンテスト「キラチャレ2021」に参加し モデル部門で「ビンクラテ賞」を受賞した。
2024年2月11日、母親に進められ 制服ブランドのCONOMiが主催する 日本一制服が似合う男女を決めるコンテスト「第11回 日本制服アワード」に参加した。なかなか連絡が来ず「もう落ちたんだろうな」と思っていたが、全国から応募した約3,000人の中から「フォトジェニック賞」を受賞した。4月1日、トップコートに所属した。5月27日、NHK総合の夜ドラ「柚木さんちの四兄弟。」で女優デビューした。11月1日、応募総数7634通の中から「第28回ニコラモデルオーディション」のグランプリ4人のうちの1人に選ばれ、ニコラ12月号でお披露目された。

## 人物
- 幼少期からチアリーディングを習っていた[7]
- 努力家であり、チアリーディングで できない技があるときは 朝5時に起き、できるようになるまで100回以上練習していた[7]

## 出演

### テレビドラマ
- 柚木さんちの四兄弟。（2024年5月28日 - 7月12日、NHK総合）- 霧島宇多 役[7][10]
- 119エマージェンシーコール 第4話（2025年2月3日、フジテレビ） - 藤原陽菜 役[11]
- 御上先生 第9話・第10話（2025年3月16日・23日、 TBS）- 千木良萌香 役[12]
- しあわせな結婚（2025年7月17日 - 、テレビ朝日） - 山下朱音 役[13]

### 映画
- ＃真相をお話しします（2025年4月25日、東宝）- 安西口紅（ルージュ）役（子供時代）[14]

### CM
- 味の素冷凍食品「AJINOMOTO. ギョーザ」（2025年4月2日 - ）[15][12]

### 雑誌
- ニコラ（2024年 12月号 - 、新潮社）専属モデル[4]
- B.L.T. 2025年 7月号 （2025年5月28日、東京ニュース通信社）[16][17]
- 週刊ヤングマガジン 2025年 No.35号 -NEXTブレイク最前線（2025年7月28日、講談社）[18]

### WEBグラビア
- ヤンマガアザーっす！ <YM2025年35号>【無料分】（2025年7月28日、講談社）[19]

### WEBメディア
- 路地裏てぃーん。97人目（2024年6月11日、HOUYHNHNM）[20]
- Daily logirl #158（2024年7月15日、テレビ朝日）[21]
- Yahoo!JAPAN ニュース エキスパート記事（2025年5月11日、LINEヤフー）[14]